# Mistrovství světa ve sportovní gymnastice 2009

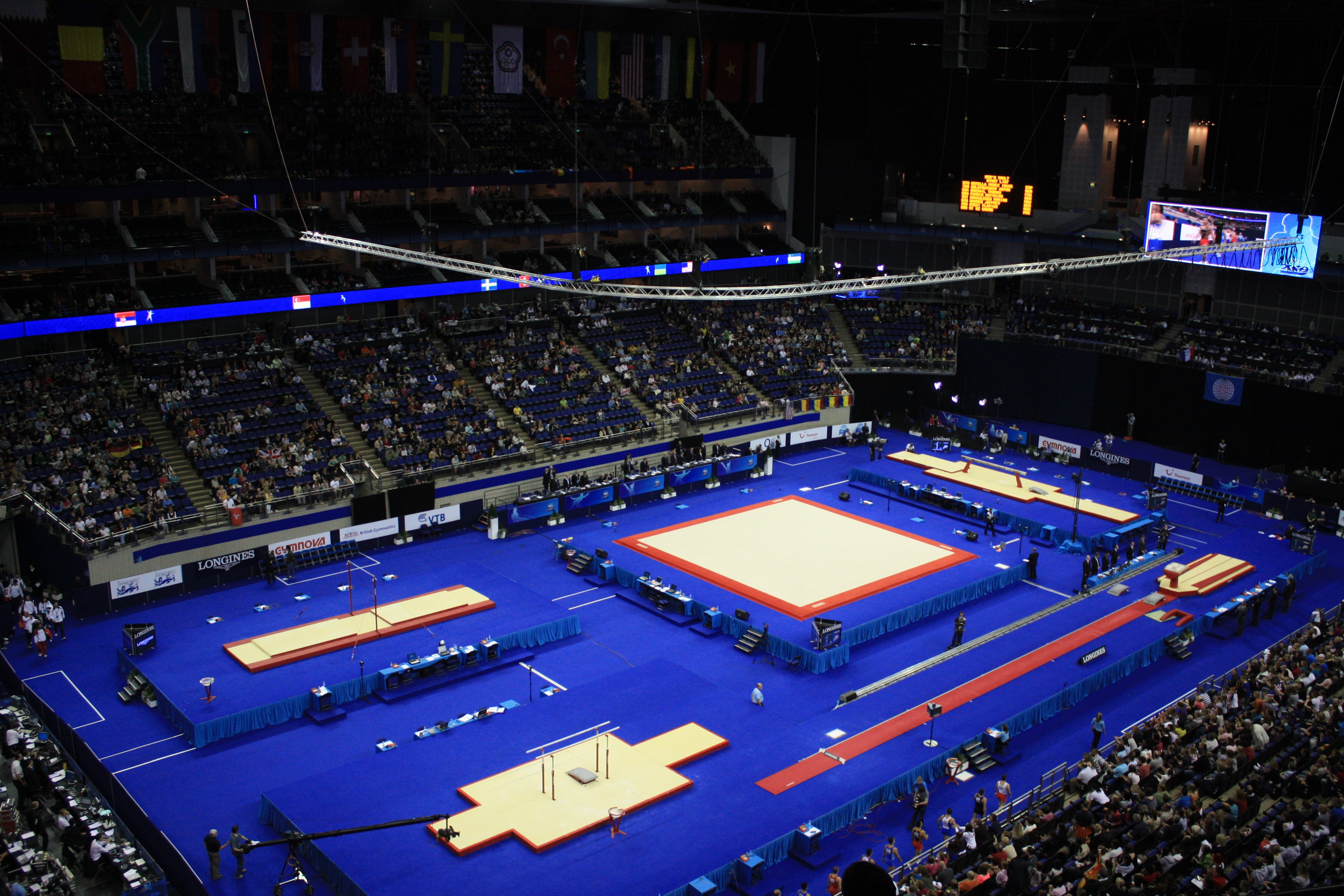
Sportoviště v O_{2} Areně během mistrovství světa.

Mistrovství světa ve sportovní gymnastice 2009 bylo v pořadí 41. šampionátem ve sportovní gymnastice, které probíhalo v Londýně. Spojené království hostilo tuto vrcholnou událost podruhé v historii. Zúčastnilo se ji 69 národních výprav. Organizátorem byla Mezinárodní gymnastická federace (FIG).
Dějištěm se mezi 12.–18. říjnem 2009 stala O2 Arena, v níž proběhly kvalifikace a finále standardních individuálních soutěží, včetně víceboje jednotlivců. Naopak soutěže družstev ve víceboji se podobně jako v roce 2005 neuskutečnily.
Vícenásobnými medailisty se mezi muži stali Rumun Marian Drăgulescu, který získal dvě zlata a čínský reprezentant Cou Kchaj na stříbrném a bronzovém umístění. V ženské kategorii pak na větší počet medailí dosáhly australská gymnastka Lauren Mitchellová, jež vybojovala první dva stříbrné kovy ve své sportovní kariéře a Japonka Koko Curumiová se stříbrným a bronzovým kovem.
Pořadí národů vyhrála Čínská lidová republika s devíti medailemi, v poměru šesti zlatých, dvou stříbrných a jedné bronzové.

## Účastnické země
Mistrovství světa se zúčastnilo 69 národních výprav.
- Albánie
- Alžírsko
- Argentina
- Arménie
- Ázerbájdžán
- Austrálie
- Belgie
- Bělorusko
- Bermudy
- Brazílie
- Bulharsko
- Česko
- Čína
- Dánsko
- Egypt
- Chile
- Finsko
- Francie
- Gruzie
- Hongkong
- Chorvatsko
- Indie
- Irsko
- Island
- Itálie
- Izrael
- Japonsko
- Jižní Afrika
- Jižní Korea
- Jordánsko
- Kanada
- Katar
- Kazachstán
- Kolumbie
- Kypr
- Kuvajt
- Libanon
- Litva
- Lotyšsko
- Lucembursko
- Maďarsko
- Mexiko
- Německo
- Nizozemsko
- Nový Zéland
- Norsko
- Polsko
- Portugalsko
- Portoriko
- Rakousko
- Rumunsko
- Rusko
- Řecko
- Salvador
- Severní Korea
- Slovensko
- Slovinsko
- Spojené státy
- Spojené království
- Srbsko
- Španělsko
- Švédsko
- Švýcarsko
- Tchaj-wan
- Turecko
- Ukrajina
- Uzbekistán
- Venezuela
- Vietnam

## Medailisté

### Muži
| Závod               | Zlato             | Zlato  | Stříbro         | Stříbro | Bronz                 | Bronz  |
| ------------------- | ----------------- | ------ | --------------- | ------- | --------------------- | ------ |
| víceboj (detaily)   | Kóhei Učimura     | 91,500 | Daniel Keatings | 88,925  | Jurij Rjazanov        | 88,400 |
| prostná (detaily)   | Marian Drăgulescu | 15,700 | Cou Kchaj       | 15,675  | Alexander Šatilov     | 15,575 |
| kůň našíř (detaily) | Čang Chung-tchao  | 16,200 | Krisztián Berki | 16,075  | Prashanth Sellathurai | 15,400 |
| kruhy (detaily)     | Ming-jung Jen     | 15,675 | Jordan Jovčev   | 15,575  | Oleksandr Vorobjov    | 15,550 |
| přeskok (detaily)   | Marian Drăgulescu | 16,575 | Flavius Koczi   | 16,337  | Anton Golocuckov      | 16,287 |
| bradla (detaily)    | Wang Kuan-jin     | 15,975 | Feng Če         | 15,775  | Kazuhito Tanaka       | 15,500 |
| hrazda (detaily)    | Cou Kchaj         | 16,150 | Epke Zonderland | 15,825  | Igor Cassina          | 15,625 |

### Ženy
| Závod             | Zlato                | Zlato  | Stříbro            | Stříbro | Bronz                        | Bronz  |
| ----------------- | -------------------- | ------ | ------------------ | ------- | ---------------------------- | ------ |
| víceboj (detaily) | Bridget Sloanová     | 57,825 | Rebecca Brossová   | 57,775  | Koko Curumiová               | 57,175 |
| prostná (detaily) | Elizabeth Tweddleová | 14,650 | Lauren Mitchellová | 140,550 | Suej Lu                      | 14,300 |
| přeskok (detaily) | Kayla Williamsová    | 15,087 | Ariella Kaeslinová | 14,525  | Youna Dufournetová           | 14,450 |
| bradla (detaily)  | Che Kche-sin         | 16,000 | Koko Curumiová     | 14,875  | Ana Porgrasová Rebecca Bross | 14,675 |
| kladina (detaily) | Teng Lin-lin         | 15,000 | Lauren Mitchellová | 14,875  | Ivana Hongová                | 14,550 |

## Pořadí národů
| Pořadí | Země                   | Zlato | Stříbro | Bronz | Celkově |
| 1.     | Čína                   | 6     | 2       | 1     | 9       |
| 2.     | Spojené státy americké | 2     | 1       | 2     | 5       |
| 3.     | Rumunsko               | 2     | 1       | 1     | 4       |
| 4.     | Japonsko               | 1     | 1       | 2     | 4       |
| 5.     | Spojené království     | 1     | 1       | 0     | 2       |
| 6.     | Austrálie              | 0     | 2       | 1     | 3       |
| 7.     | Bulharsko              | 0     | 1       | 0     | 1       |
| 7.     | Maďarsko               | 0     | 1       | 0     | 1       |
| 7.     | Nizozemsko             | 0     | 1       | 0     | 1       |
| 7.     | Švýcarsko              | 0     | 1       | 0     | 1       |
| 11.    | Rusko                  | 0     | 0       | 2     | 2       |
| 12.    | Francie                | 0     | 0       | 1     | 1       |
| 12.    | Izrael                 | 0     | 0       | 1     | 1       |
| 12.    | Itálie                 | 0     | 0       | 1     | 1       |
| 12.    | Ukrajina               | 0     | 0       | 1     | 1       |
| Celkem | Celkem                 | 12    | 12      | 13    | 37      |

## Finále jednotlivých nářadí

### Víceboj jednotlivců
|           | gymnasta      | stát       | datum narození | věk    |
| --------- | ------------- | ---------- | -------------- | ------ |
| nejmladší | Sergio Sasaki | Brazílie   | 31/03/92       | 17 let |
| nejstarší | Ildar Valejev | Kazachstán | 18/02/74       | 35 let |

| Pořadí | gymnasta                       |        |        |        |        |        |        | celkem |
| ------ | ------------------------------ | ------ | ------ | ------ | ------ | ------ | ------ | ------ |
| 1.     | Kóhei Učimura (JPN)            | 15.625 | 14.900 | 15.225 | 16.050 | 14.725 | 14.975 | 91.500 |
| 2.     | Daniel Keatings (GBR)          | 14.250 | 15.500 | 14.200 | 15.450 | 15.050 | 14.475 | 88.925 |
| 3.     | Jurij Rjazanov (RUS)           | 14.825 | 13.400 | 14.825 | 15.925 | 14.925 | 14.500 | 88.400 |
| 4.     | Kazuhito Tanaka (JPN)          | 14.650 | 13.200 | 15.075 | 15.400 | 15.075 | 14.900 | 88.300 |
| 5.     | Maxim Děvjatovskij (RUS)       | 15.000 | 13.425 | 15.075 | 14.875 | 14.550 | 14.550 | 87.475 |
| 6.     | Kristian Thomas (GBR)          | 15.000 | 13.600 | 14.575 | 15.800 | 13.975 | 14.400 | 87.350 |
| 7.     | Timothy McNeill (USA)          | 14.500 | 15.000 | 14.325 | 15.300 | 14.200 | 13.825 | 87.150 |
| 8.     | Benoît Caranobe (FRA)          | 14.025 | 14.150 | 14.750 | 16.025 | 13.000 | 14.225 | 86.175 |
| 9.     | Mykola Kuksenkov (UKR)         | 15.050 | 14.600 | 14.400 | 14.400 | 14.200 | 13.475 | 86.125 |
| 10.    | Enrico Pozzo (ITA)             | 14.750 | 13.625 | 14.025 | 15.350 | 14.075 | 14.275 | 86.100 |
| 11.    | Alexander Šatilov (ISR)        | 15.225 | 14.075 | 14.225 | 15.350 | 14.350 | 12.600 | 85.825 |
| 12.    | Marcel Nguyen (GER)            | 15.075 | 13.425 | 14.525 | 15.325 | 13.200 | 14.225 | 85.775 |
| 13.    | Jorge Hugo Giraldo Lopez (COL) | 13.250 | 13.350 | 14.125 | 15.225 | 14.975 | 14.150 | 85.075 |
| 13.    | Roman Gisi (SUI)               | 14.225 | 13.875 | 14.175 | 15.125 | 13.525 | 14.150 | 85.075 |
| 15.    | Manuel Almeida Campos (POR)    | 14.875 | 12.850 | 14.075 | 14.550 | 14.550 | 14.000 | 84.900 |
| 16.    | Nicolas Boeschenstein (SUI)    | 14.425 | 11.775 | 14.250 | 15.600 | 14.625 | 14.100 | 84.775 |
| 17.    | Jonathan Horton (USA)          | 13.775 | 11.100 | 14.900 | 15.750 | 15.125 | 13.650 | 84.300 |
| 18.    | Ildar Valejev (KAZ)            | 13.525 | 13.225 | 14.725 | 15.250 | 13.900 | 13.575 | 84.200 |
| 19.    | Sergio Sasaki (BRA)            | 13.925 | 13.800 | 14.000 | 15.275 | 13.500 | 13.650 | 84.150 |
| 19.    | Sergio Munoz (ESP)             | 14.675 | 11.750 | 14.625 | 15.975 | 13.100 | 14.025 | 84.150 |
| 21.    | Luis Rivera (PUR)              | 13.500 | 14.075 | 14.800 | 15.325 | 13.425 | 12.925 | 84.050 |
| 22.    | Artjom Bykov (BLR)             | 13.525 | 13.125 | 14.200 | 15.225 | 13.425 | 13.450 | 82.950 |
| 23.    | Luis Vargas Velazquez (PUR)    | 14.000 | 10.900 | 13.350 | 15.100 | 14.725 | 14.125 | 82.200 |
| 24.    | Federico Molinari (ARG)        | 14.050 | 13.225 | 14.300 | 14.175 | 12.575 | 13.475 | 81.800 |

### Prostná mužů
|           | gymnasta          | stát                   | datum narození | věk    |
| --------- | ----------------- | ---------------------- | -------------- | ------ |
| nejmladší | Steven Legendre   | Spojené státy americké | 05/05/89       | 20 let |
| nejstarší | Marian Drăgulescu | Rumunsko               | 18/12/80       | 28 let |

| Pořadí | gymnasta                 | panel D | panel E | srážka | celkem |
| ------ | ------------------------ | ------- | ------- | ------ | ------ |
| 1.     | Marian Drăgulescu (ROU)  | 6.600   | 9.100   |        | 15.700 |
| 2.     | Cou Kchaj (CHN)          | 6.800   | 8.875   |        | 15.675 |
| 3.     | Alexander Shatilov (ISR) | 6.600   | 8.975   |        | 15.575 |
| 4.     | Kóhei Učimura (JPN)      | 6.500   | 9.075   | 0.1    | 15.475 |
| 5.     | Makoto Okiguchi (JPN)    | 6.600   | 8.825   |        | 15.425 |
| 6.     | Matthias Fahrig (GER)    | 6.600   | 8.800   |        | 15.400 |
| 7.     | Tomás González (CHI)     | 6.600   | 8.625   |        | 15.225 |
| 8.     | Steven Legendre (USA)    | 6.200   | 8.750   |        | 14.950 |

### Kůň našíř
|            | gymnasta        | stát               | datum narození | věk    |
| ---------- | --------------- | ------------------ | -------------- | ------ |
| nejmladšít | Louis Smith     | Spojené království | 22/04/89       | 20 let |
| nejstarší  | Krisztián Berki | Maďarsko           | 18/03/85       | 24 let |

| Pořadí | gymnasta                    | panel D | panel E | srážka | celkem |
| ------ | --------------------------- | ------- | ------- | ------ | ------ |
| 1.     | Čang Chung-tchao (CHN)      | 6.600   | 9.600   |        | 16.200 |
| 2.     | Krisztián Berki (HUN)       | 6.900   | 9.175   |        | 16.075 |
| 3.     | Prashanth Sellathurai (AUS) | 6.600   | 8.800   |        | 15.400 |
| 4.     | Cyril Tommasone (FRA)       | 6.500   | 8.725   |        | 15.225 |
| 5.     | Timothy Mcneill (USA)       | 6.400   | 8.750   |        | 15.150 |
| 6.     | Flavius Koczi (ROU)         | 6.600   | 8.375   |        | 14.975 |
| 7.     | Robert Seligman (CRO)       | 6.100   | 8.650   |        | 14.750 |
| 8.     | Louis Smith (GBR)           | 6.600   | 7.850   |        | 14.450 |

### Kruhy
|           | gymnasta       | stát      | datum narození | věk    |
| --------- | -------------- | --------- | -------------- | ------ |
| nejmladší | Arthur Zanetti | Brazílie  | 16/04/90       | 19 let |
| nejstarší | Jordan Jovčev  | Bulharsko | 24/02/73       | 36 let |

| Pořadí | gymnasta                       | panel D | panel E | srážka | celkem |
| ------ | ------------------------------ | ------- | ------- | ------ | ------ |
| 1.     | Ming-jung Jen (CHN)            | 6.800   | 8.875   |        | 15.675 |
| 2.     | Jordan Jovčev (BUL)            | 6.700   | 8.875   |        | 15.575 |
| 3.     | Oleksandr Vorobjov (UKR)       | 6.800   | 8.750   |        | 15.550 |
| 4.     | Arthur Zanetti (BRA)           | 6.500   | 8.825   |        | 15.325 |
| 4.     | George Robert Stănescu (ROU)   | 6.800   | 8.525   |        | 15.325 |
| 6.     | Matteo Morandi (ITA)           | 6.700   | 8.600   |        | 15.300 |
| 7.     | Samir Ait Said (FRA)           | 6.700   | 8.550   |        | 15.250 |
| 8.     | Danny Pinheiro-Rodrigues (FRA) | 7.100   | 7.650   |        | 14.750 |

### Přeskok mužů
|           | gymnasta          | stát     | datum narození | věk    |
| --------- | ----------------- | -------- | -------------- | ------ |
| nejmladší | Flavius Koczi     | Rumunsko | 26/08/87       | 22 let |
| nejstarší | Marian Drăgulescu | Rumunsko | 18/12/80       | 28 let |

| Pořadí | gymnasta                  | panel D    | panel E    | srážka     | 1. body    | panel D    | panel E    | srážka     | 2. body    | celkem |
| ------ | ------------------------- | ---------- | ---------- | ---------- | ---------- | ---------- | ---------- | ---------- | ---------- | ------ |
| 1.     | Marian Drăgulescu (ROU)   | 7.000      | 9.550      |            | 16.550     | 7.200      | 9.400      |            | 16.600     | 16.575 |
| 2.     | Flavius Koczi (ROU)       | 7.000      | 9.375      |            | 16.375     | 7.000      | 9.300      |            | 16.300     | 16.337 |
| 3.     | Anton Golocuckov (RUS)    | 7.000      | 9.375      |            | 16.375     | 7.000      | 9.200      |            | 16.200     | 16.287 |
| 4.     | Matthias Fahrig (GER)     | 7.000      | 8.925      | 0.1        | 15.825     | 6.600      | 9.275      |            | 15.875     | 15.850 |
| 5.     | Thomas Bouhail (FRA)      | 7.000      | 8.350      | 0.1        | 15.250     | 7.000      | 9.300      |            | 16.300     | 15.775 |
| 6.     | Isaac Botella Perez (ESP) | 6.600      | 9.200      |            | 15.800     | 6.600      | 9.000      | 0.1        | 15.500     | 15.650 |
| 7.     | Ri Se Gwang (PRK)         | 7.200      | 8.375      |            | 15.575     | 7.000      | 9.125      | 0.4        | 15.725     | 15.650 |
| 8.     | Jeffrey Wammes (NED)      | 6.600      | 9.350      |            | 15.950     | 6.600      | 8.300      |            | 14.900     | 15.425 |
|        |                           | 1. přeskok | 1. přeskok | 1. přeskok | 1. přeskok | 2. přeskok | 2. přeskok | 2. přeskok | 2. přeskok | celkem |

### Bradla mužů
|           | gymnasta             | stát    | datum narození | věk    |
| --------- | -------------------- | ------- | -------------- | ------ |
| nejmladší | Pham Phuoc Hung      | Vietnam | 10/06/88       | 21 let |
| nejstarší | Vasileios Tsolakidis | Řecko   | 09/09/79       | 30 let |

| Pořadí | gymnasta                   | panel D | panel E | srážka | celkem |
| ------ | -------------------------- | ------- | ------- | ------ | ------ |
| 1.     | Wang Kuan-jin (CHN)        | 7.000   | 8.950   |        | 15.950 |
| 2.     | Feng Če (CHN)              | 6.900   | 8.875   |        | 15.775 |
| 3.     | Kazuhito Tanaka (JPN)      | 6.400   | 9.100   |        | 15.500 |
| 4.     | Vasileios Tsolakidis (GRE) | 6.300   | 9.050   |        | 15.350 |
| 5.     | Won Chul Yoo (KOR)         | 6.700   | 8.600   |        | 15.300 |
| 6.     | Epke Zonderland (NED)      | 6.100   | 9.025   |        | 15.125 |
| 7.     | Pham Phuoc Hung (VIE)      | 5.900   | 8.575   |        | 14.475 |
| 8.     | Adam Kierzowski (POL)      | 6.300   | 8.025   |        | 14.325 |

### Hrazda

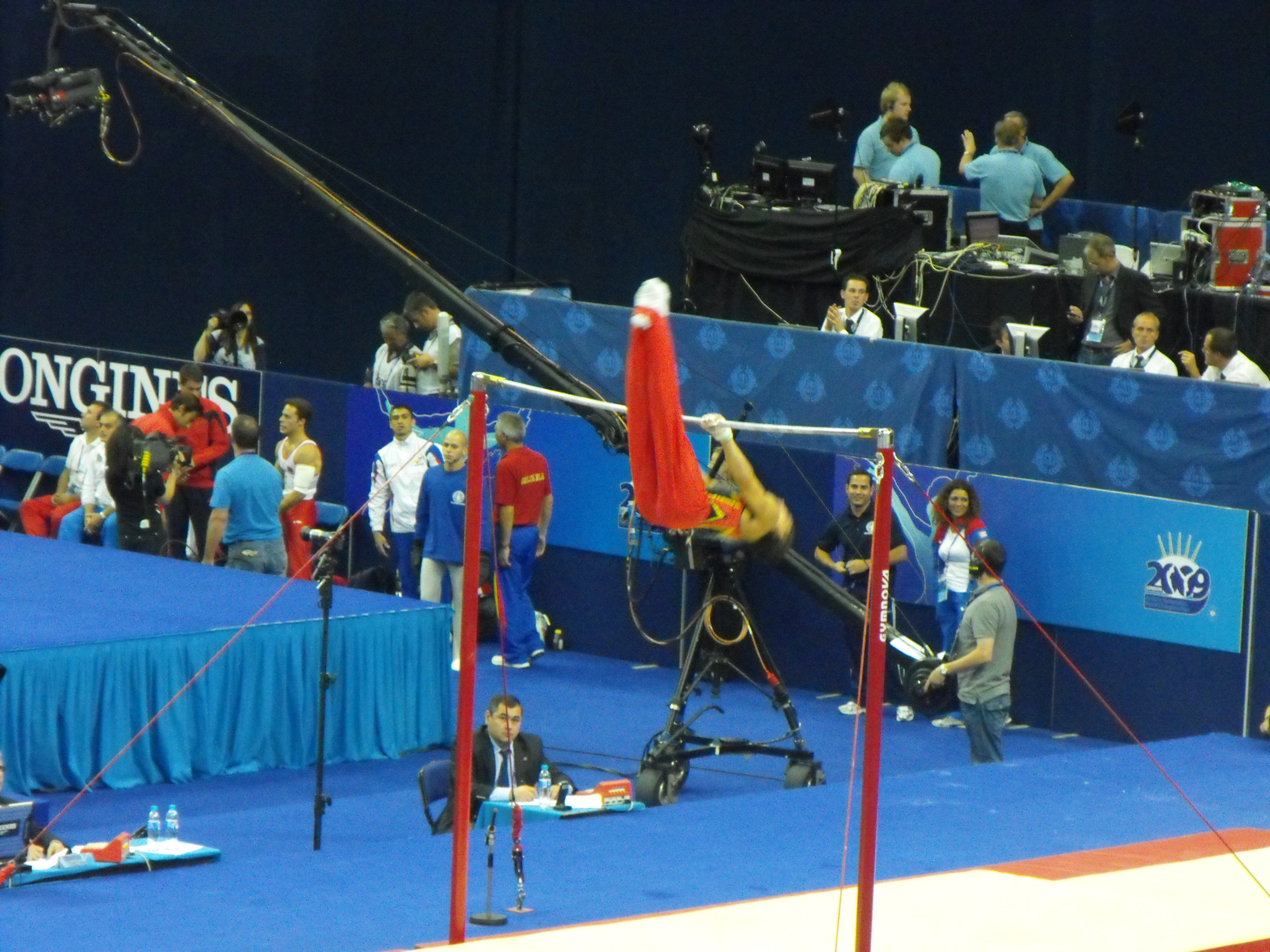
Cvičení na hrazdě

|           | gymnasta     | stát                   | datum narození | věk    |
| --------- | ------------ | ---------------------- | -------------- | ------ |
| nejmladší | Danell Leyva | Spojené státy americké | 30/10/91       | 17 let |
| nejstarší | Aljaž Pegan  | Slovinsko              | 02/06/74       | 35 let |

| Pořadí | gymnasta                 | panel D | panel E | srážka | celkem |
| ------ | ------------------------ | ------- | ------- | ------ | ------ |
| 1.     | Cou Kchaj (CHN)          | 7.500   | 8.650   |        | 16.150 |
| 2.     | Epke Zonderland (NED)    | 7.300   | 8.525   |        | 15.825 |
| 3.     | Igor Cassina (ITA)       | 6.700   | 8.925   |        | 15.625 |
| 4.     | Danell Leyva (USA)       | 7.000   | 8.600   |        | 15.600 |
| 5.     | Aljaž Pegan (SLO)        | 7.000   | 8.500   |        | 15.500 |
| 6.     | Kóhei Učimura (JPN)      | 6.400   | 8.775   |        | 15.175 |
| 7.     | Aliaksandr Carevič (BLR) | 6.000   | 8.375   |        | 14.375 |
| 8.     | Jonathan Horton (USA)    | 6.700   | 6.550   |        | 13.250 |

### Víceboj jednotlivkyň
|           | gymnastka      | stát     | datum narození | věk    |
| --------- | -------------- | -------- | -------------- | ------ |
| nejmladší | Ana Porgrasová | Rumunsko | 18/12/93       | 15 let |
| nejstarší | Miki Uemurová  | Japonsko | 06/03/86       | 23 let |

| Pořadí | gymnastka                           |        |        |        |        | celkem |
| ------ | ----------------------------------- | ------ | ------ | ------ | ------ | ------ |
| 1.     | Bridget Sloanová (USA)              | 14.825 | 14.800 | 14.000 | 14.200 | 57.825 |
| 2.     | Rebecca Brossová (USA)              | 14.525 | 15.075 | 15.300 | 12.875 | 57.775 |
| 3.     | Koko Curumiová (JPN)                | 13.600 | 15.050 | 14.800 | 13.725 | 57.175 |
| 4.     | Lauren Mitchellová (AUS)            | 14.400 | 13.625 | 15.100 | 14.025 | 57.150 |
| 5.     | Youna Dufournetová (FRA)            | 14.300 | 14.600 | 14.450 | 13.300 | 56.650 |
| 6.     | Jang I-lin (CHN)                    | 14.700 | 13.950 | 14.225 | 13.700 | 56.575 |
| 7.     | Ana Porgrasová (ROU)                | 13.675 | 14.675 | 14.125 | 14.025 | 56.500 |
| 8.     | Ariella Kaeslinová (SUI)            | 15.125 | 13.875 | 13.500 | 13.425 | 55.925 |
| 9.     | Anamaria Tămârjanová (ROU)          | 14.275 | 13.625 | 14.125 | 13.600 | 55.625 |
| 10.    | Jekatěrina Kurbatovová (RUS)        | 14.625 | 14.700 | 12.850 | 13.300 | 55.475 |
| 11.    | Teng Lin-lin (CHN)                  | 14.225 | 13.900 | 13.500 | 13.600 | 55.225 |
| 12.    | Elsa García Rodriguez Blancas (MEX) | 13.975 | 14.175 | 13.400 | 13.325 | 54.875 |
| 13.    | Xenia Semenovová (RUS)              | 13.400 | 13.250 | 14.225 | 13.650 | 54.525 |
| 14.    | Bruna Kuroiwa Yamamoto Leal (BRA)   | 14.050 | 13.500 | 13.250 | 13.275 | 54.075 |
| 15.    | Pauline Morelová (FRA)              | 13.725 | 13.900 | 13.175 | 13.050 | 53.850 |
| 16.    | Rebecca Downieová (GBR)             | 14.500 | 13.600 | 12.150 | 13.525 | 53.775 |
| 17.    | Kim Un Hyang (PRK)                  | 13.400 | 13.075 | 14.550 | 12.600 | 53.625 |
| 18.    | Rebecca Wingová (GBR)               | 13.950 | 13.300 | 13.600 | 12.550 | 53.400 |
| 19.    | Brittany Rogersová (CAN)            | 13.900 | 13.650 | 12.600 | 12.925 | 53.075 |
| 20.    | Paola Galanteová (ITA)              | 13.200 | 13.025 | 13.625 | 13.175 | 53.025 |
| 21.    | Veronica Wagneovár (SWE)            | 13.725 | 12.075 | 13.850 | 12.800 | 52.450 |
| 22.    | Miki Uemurová (JPN)                 | 13.325 | 12.800 | 12.200 | 12.750 | 51.075 |
| 23.    | Kim Buiová (GER)                    | 13.550 | 11.575 | 13.100 | 12.250 | 50.475 |
| 24.    | Mayra Kroonenová (NED)              | 13.100 | 11.525 | 12.075 | 13.200 | 49.900 |

### Přeskok žen
|           | gymnastka          | stát      | datum narození | věk    |
| --------- | ------------------ | --------- | -------------- | ------ |
| nejmladší | Youna Dufournetová | Francie   | 19/10/93       | 15 let |
| nejstarší | Ariella Kaeslinová | Švýcarsko | 11/10/87       | 22 let |

| Pořadí | gymnasta                            | panel D    | panel E    | srážka     | 1. body    | panel D    | panel E    | srážka     | 2. body    | celkem |
| ------ | ----------------------------------- | ---------- | ---------- | ---------- | ---------- | ---------- | ---------- | ---------- | ---------- | ------ |
| 1.     | Kayla Williamsová (USA)             | 6.300      | 8.900      |            | 15.200     | 5.800      | 9.175      |            | 14.975     | 15.087 |
| 2.     | Ariella Kaeslinová (SUI)            | 6.300      | 8.775      |            | 15.075     | 5.300      | 8.775      | 0.1        | 13.975     | 14.525 |
| 3.     | Youna Dufournetová (FRA)            | 5.300      | 8.975      |            | 14.275     | 5.600      | 9.025      |            | 14.625     | 14.450 |
| 4.     | Jekatěrina Kurbatovová (RUS)        | 5.800      | 8.925      |            | 14.725     | 5.600      | 8.450      | 0.1        | 13.950     | 14.337 |
| 5.     | Hong Un Jong (PRK)                  | 6.500      | 7.925      | 0.1        | 14.425     | 6.500      | 7.700      | 0.1        | 14.100     | 14.262 |
| 6.     | Anna Myzdrikovová (RUS)             | 5.600      | 8.775      | 0.1        | 14.275     | 5.800      | 8.475      | 0.1        | 14.175     | 14.225 |
| 7.     | Brittany Rogersová (CAN)            | 5.800      | 8.625      |            | 14.425     | 5.600      | 8.475      | 0.1        | 13.975     | 14.200 |
| 8.     | Elsa García Rodriguez Blancas (MEX) | 5.300      | 8.800      | 0.1        | 14.000     | 5.200      | 7.475      | 0.1        | 12.525     | 13.287 |
|        |                                     | 1. přeskok | 1. přeskok | 1. přeskok | 1. přeskok | 2. přeskok | 2. přeskok | 2. přeskok | 2. přeskok | celkem |

### Bradla žen

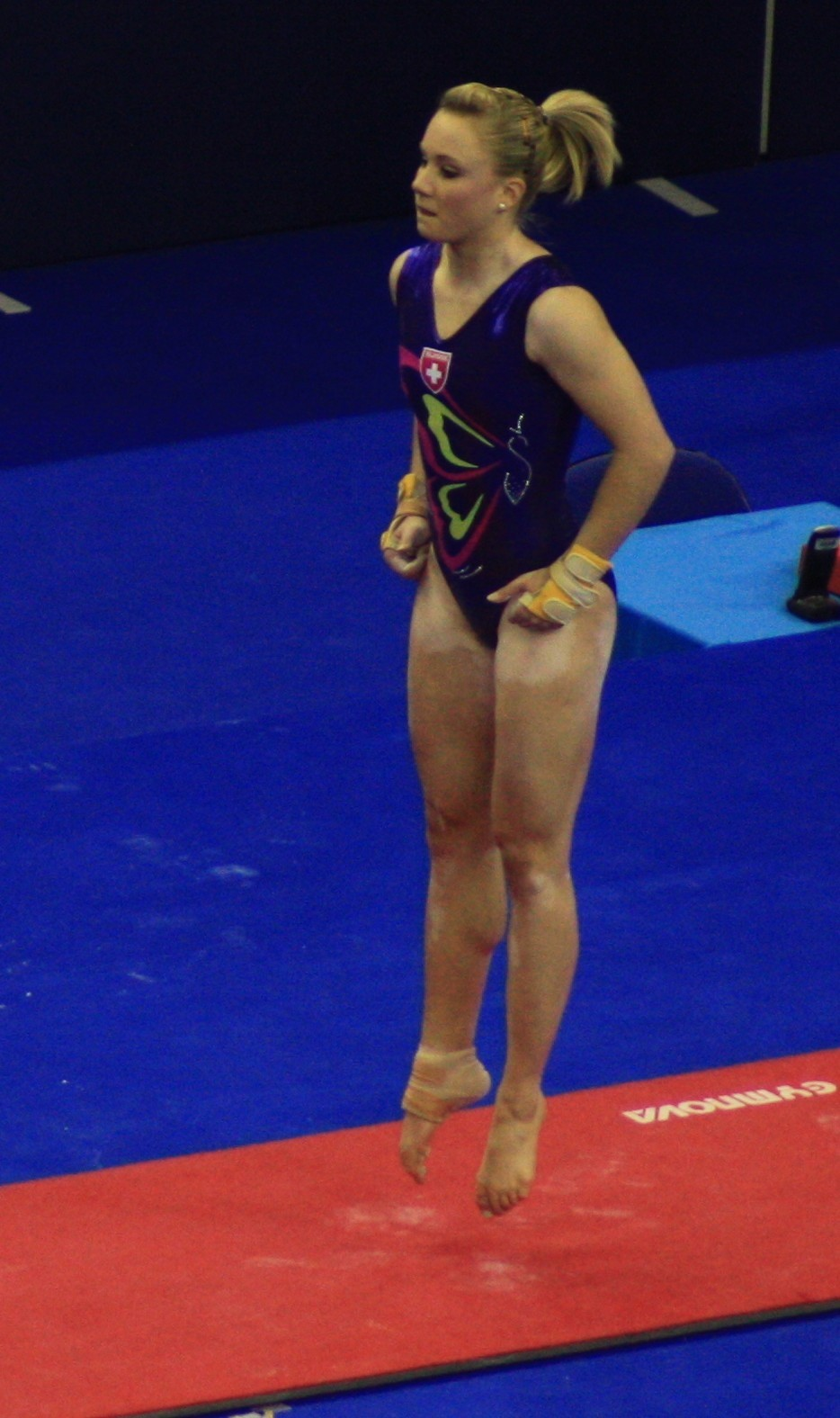
Stříbrná Ariella Kaeslinová při přeskoku

|           | gymnastka      | stát          | datum narození | věk    |
| --------- | -------------- | ------------- | -------------- | ------ |
| nejmladší | Ana Porgrasová | Rumunsko      | 18/12/93       | 15 let |
| nejstarší | Cha Yong Hwa   | Severní Korea | 08/01/90       | 19 let |

| Pořadí | gymnasta                 | panel D | panel E | srážka | celkem |
| ------ | ------------------------ | ------- | ------- | ------ | ------ |
| 1.     | Che Kche-sin (CHN)       | 7.100   | 8.900   |        | 16.000 |
| 2.     | Koko Curumiová (JPN)     | 6.200   | 8.675   |        | 14.875 |
| 3.     | Ana Porgrasová (ROU)     | 6.300   | 8.375   |        | 14.675 |
| 3.     | Rebecca Brossová (USA)   | 6.200   | 8.475   |        | 14.675 |
| 5.     | Cha Yong Hwa (PRK)       | 6.300   | 8.350   |        | 14.650 |
| 6.     | Bridget Sloanová (USA)   | 5.900   | 8.700   |        | 14.600 |
| 7.     | Larrissa Millerová (AUS) | 5.900   | 8.675   |        | 14.575 |
| 8.     | Serena Licchettová (ITA) | 5.100   | 6.850   |        | 11.950 |

### Kladina

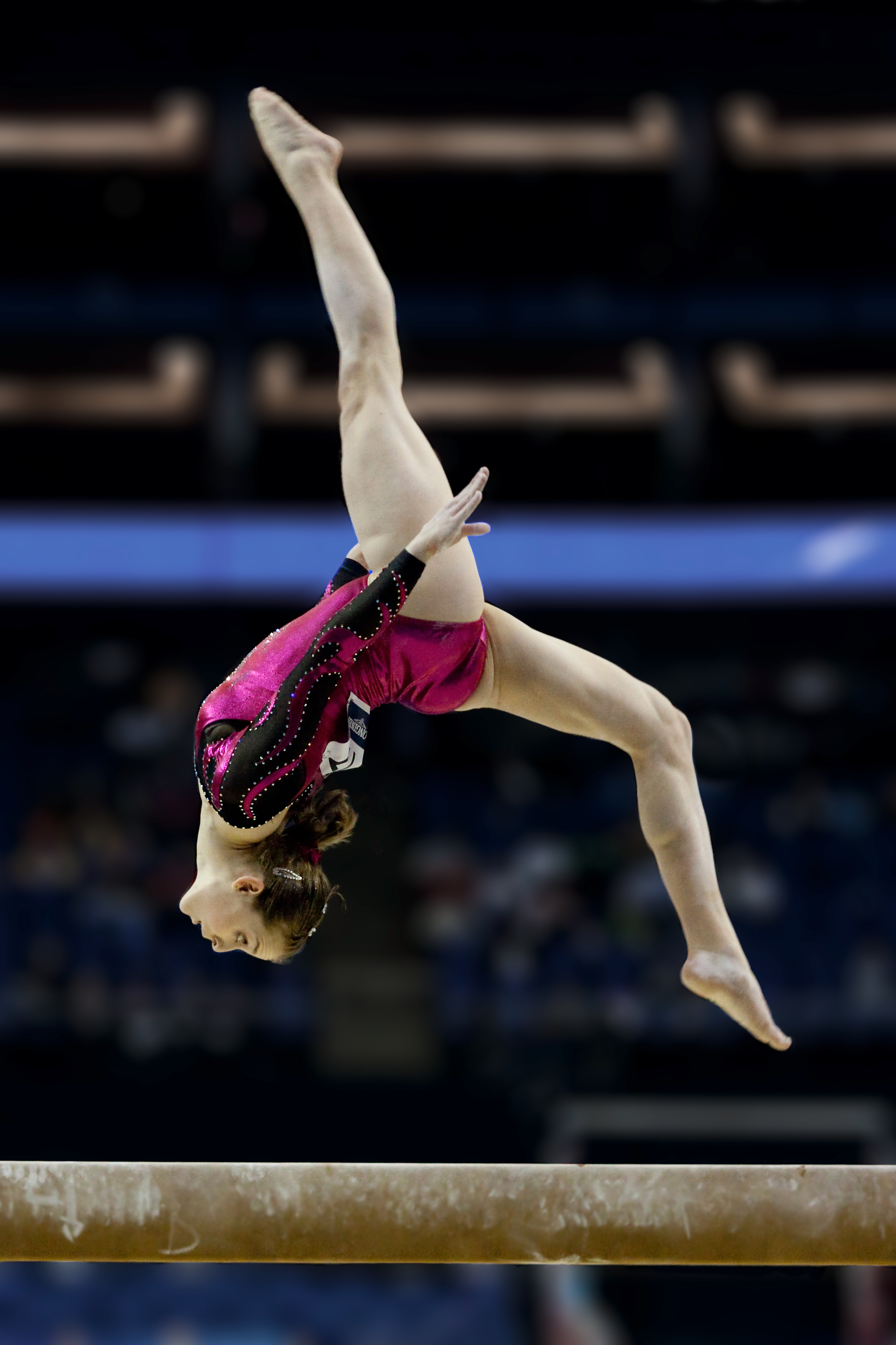
Stříbrná Lauren Mitchellová na kladině

|           | gymnastka      | stát          | datum narození | věk    |
| --------- | -------------- | ------------- | -------------- | ------ |
| nejmladší | Ana Porgrasová | Rumunsko      | 18/12/93       | 15 let |
| nejstarší | Kim Un Hyang   | Severní Korea | 18/10/90       | 19 let |

| Pořadí | gymnasta                    | panel D | panel E | srážka | celkem |
| ------ | --------------------------- | ------- | ------- | ------ | ------ |
| 1.     | Teng Lin-lin (CHN)          | 6.400   | 8.600   |        | 15.000 |
| 2.     | Lauren Mitchellová (AUS)    | 6.300   | 8.575   |        | 14.875 |
| 3.     | Ivana Hong (USA)            | 6.000   | 8.550   |        | 14.550 |
| 4.     | Kim Un Hyang (PRK)          | 6.000   | 8.450   |        | 14.450 |
| 5.     | Elisabetta Preziosová (ITA) | 5.800   | 8.400   |        | 14.200 |
| 6.     | Koko Curumiová (JPN)        | 5.700   | 8.500   | 0.1    | 14.100 |
| 7.     | Ana Porgrasová (ROM)        | 6.400   | 7.025   |        | 13.425 |
| 8.     | Jang I-lin (CHN)            | 5.600   | 7.525   |        | 13.125 |

### Prostná žen

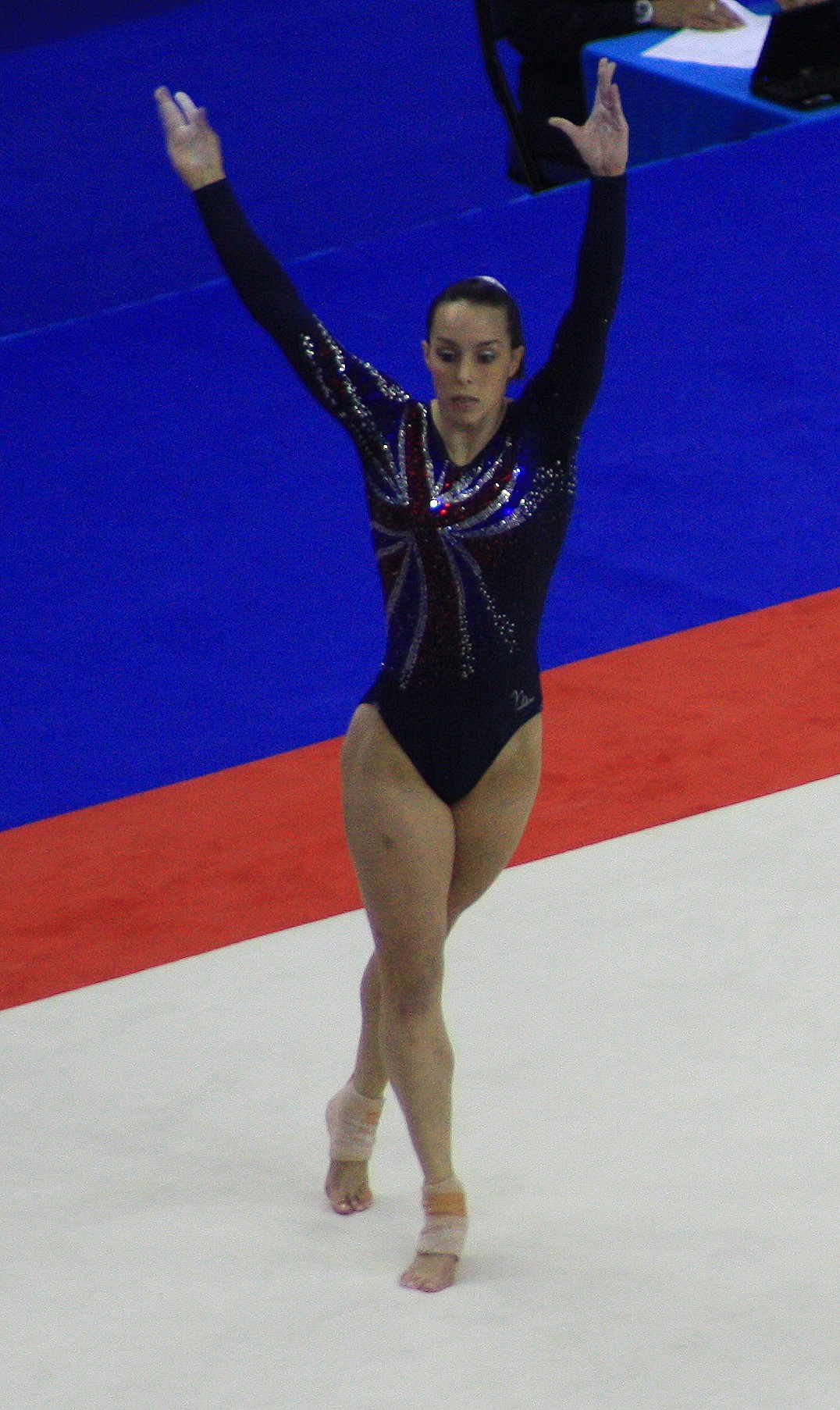
Mistryně světa Elizabeth Tweddleová během prostných

|           | gymnastka            | stát               | datum narození | věk    |
| --------- | -------------------- | ------------------ | -------------- | ------ |
| nejmladší | Ana Porgrasová       | Rumunsko           | 18/12/93       | 15 let |
| nejstarší | Elizabeth Tweddleová | Spojené království | 01/04/85       | 24 let |

| Pořadí                                                    | gymnasta                     | panel D | panel E | srážka | celkem |
| --------------------------------------------------------- | ---------------------------- | ------- | ------- | ------ | ------ |
| 1.                                                        | Elizabeth Tweddleová (GBR)   | 6.100   | 8.550   |        | 14.650 |
| 2.                                                        | Lauren Mitchellová (AUS)     | 5.800   | 8.750   |        | 14.550 |
| 3.                                                        | Suej Lu (CHN)                | 5.700   | 8.600   |        | 14.300 |
| 4.                                                        | Anna Myzdrikovová (RUS)      | 5.900   | 8.375   |        | 14.275 |
| 5.                                                        | Rebecca Brossová (USA)       | 5.700   | 8.425   |        | 14.125 |
| 5.                                                        | Ana Porgrasová (ROM)         | 5.500   | 8.625   |        | 14.125 |
| 7.                                                        | Teng Lin-lin (CHN)           | 5.400   | 8.475   |        | 13.825 |
| 8.                                                        | Jessica Gil Ortizová (COL)1) | 0.900   | 2.075   |        | 2.975  |
| 1) – Jessica Gil Ortizová nedokončila sestavu pro zranění |                              |         |         |        |        |